# Virtuality
Virtuality är en låt av den kanadensiska progressiv rock bandet Rush. Den släpptes som den åttonde låten på albumet Test for Echo  släppt 10 september 1996. Låten var senare också släppt som den fjärde singeln från albumet. 
Låten var en av flera från albumet som endast spelades live på Test for Echo turnén. Totalt spelades den 69 gånger.